# 美丽瓦娄蜗牛
美丽瓦娄蜗牛（学名：Vallonia puchella）为瓦娄蜗牛科瓦娄蜗牛属的动物。分布于苏联和欧洲其它各国以及中国大陆的新疆等地，生活环境为陆地，多生活于高山区潮湿多腐殖质的草丛中以及落叶石块下。